# Manuel da Costa Ataíde
Manuel da Costa Ataíde, más conocido como Mestre Ataíde, (bautizado el 18 de octubre de 1762 en Mariana, Minas Gerais, Brasil - Mariana, Minas Gerais, Brasil, 2 de febrero de 1830), fue un militar y célebre pintor y decorador brasileño.
Fue un artista importante de Minas Gerais, del estilo barroco-rococó, tuvo una gran influencia en los pintores de la región, quienes, hasta mediados del siglo XIX, continuaron usando su método de composición, sobre todo el uso de la perspectiva para el techo de las iglesias. Documentos de la época a menudo hacen referencia a él como profesor de pintura.

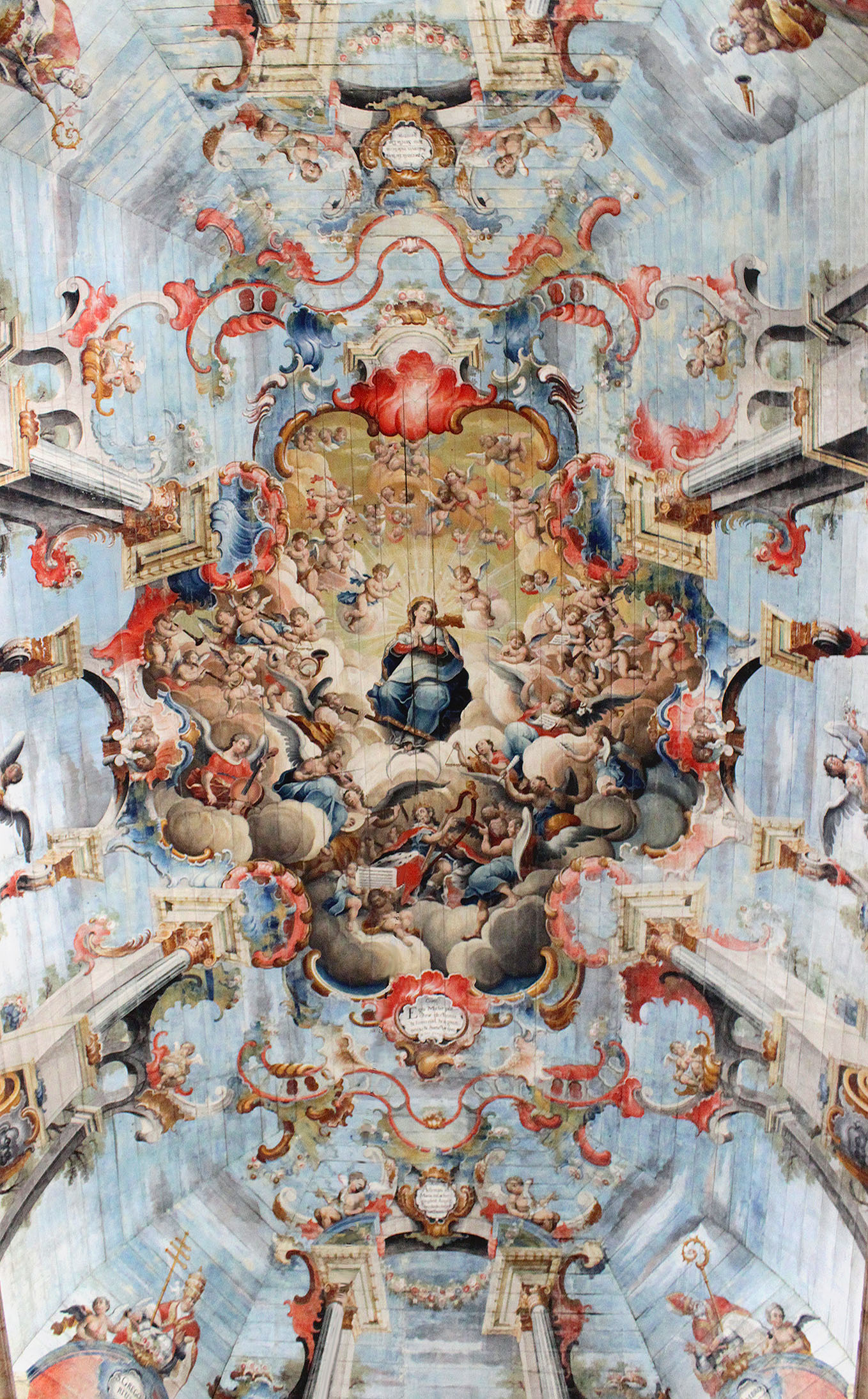
Assunção de la Virgen Maria (ver nota), en el techo de la Iglesia de San Francisco de Assis, Oro Negro.

Poco se sabe sobre su vida y formación artística y no todas sus creaciones están documentadas, pero dejó un trabajo considerable disperso en varios pueblos mineros. Una de las características de su expresión fue el uso de colores vivos en combinaciones inusuales, que han sido relacionados con la exuberante naturaleza del país; en su diseño, ángeles, vírgenes y santos a veces han cruzado los rasgos, por lo que se considera un precursores de un arte genuinamente brasileño.
Fue socio contemporáneo y de trabajo de Antonio Francisco Lisboa, Aleijadinho. Hoy Mestre Athayde es considerado uno de los nombres más importantes y un hito en la historia del arte brasileño, y la pintura más representativa del Brasil colonial.